# Yukiaki Okabe
Yukiaki Okabe (Japón, 24 de abril de 1941-26 de enero de 2018) fue un nadador japonés retirado especializado en pruebas de estilo libre, donde consiguió ser medallista de bronce olímpico en 1964 en los 4x200 metros estilo libre.

## Carrera deportiva
En los Juegos Olímpicos de Tokio 1964 ganó la medalla de bronce en los relevos de 4x200 metros estilo libre, con un tiempo 8:03.8 segundos, tras Estados Unidos (oro) y Alemania (plata); sus compañeros de equipo fueron los nadadores: Makoto Fukui, Kunihiro Iwasaki y Toshio Shoji.